# Estrada Nacional 312
A Estrada Nacional n°312 é uma estrada nacional portuguesa, que liga a freguesia de Sapiãos, no município de Boticas, a Mondim de Basto, ambos no distrito de Vila Real. Tem uma extensão total de 71,6 quilómetros e percorre os municípios de Boticas, Ribeira de Pena e Mondim de Basto.